# Ceropegia bosseri
Ceropegia bosseri ist eine Pflanzenart aus der Unterfamilie der Seidenpflanzengewächse (Asclepiadoideae). 

## Merkmale

### Vegetative Merkmale
Ceropegia bosseri ist eine ausdauernde, sprosssukkulente, kriechend-niederliegende bis aufsteigend wachsende Pflanze, Die in der Blühphase gebildeten Triebe sind auch windend. Die braun- bis graugrünen, wenig verzweigten Triebe (der nicht Blühphase) sind abgeflacht, 1 bis 4 cm dick und scharf 4-kantig. Die größte Dicke findet sich im Bereich der Knoten. Sie tragen schwärzlich-violette, raue Warzen, und die Blattstielbasen sind 10 bis 15 mm horizontal ausgezogen und stark sukkulent. An neuen Trieben stehen die Blattstielbasen zunächst waagrecht ab, bei älteren Trieben sind sie hakenförmig nach hinten gekrümmt. Die dunkelgrünen, sukkulenten Blätter haben keine Stiele. Die gegenständigen Blattspreiten sind eiförmig bis lanzettlich, und 8 bis 12 cm lang und 7 bis 10 mm breit. Die Ränder der Blattspreiten sind mit kurzen weißen Wimperhaaren besetzt und oft wellig. Der Apex ist endet meist stachelspitzig. Die ausgezogenen Blattstielbasen sind auf der Oberseite rinnig, und häufig mit Nebenblättern besetzt. Mit Einsetzen der Blühphase verlängern sich bei den Trieben die Internodien stark (oft mehrere Meter!) und beginnen zu winden. Die Blätter sind an diesen Trieben zu kleinen Schuppen reduziert.

### Blütenstand und Blüten
Der kurzgestielte, düldenartige Blütenstand enthält ein bis sechs Blüten, die sich nur an stark verlängerten, sich windenden Trieben entwickeln. Sie blühen nacheinander auf. Die 4 bis 10 mm langen Blütenstandsstiele sind fleischig und waagrecht wachsend; sie messen 3 bis 5 mm im Durchmesser. Die Blütenstiele sind etwa 1 cm lang. Die Kelchblätter sind pfriemlich und 2 mm lang. Die zwittrigen Blüten sind zygomorph und fünfzählig mit doppelter Blütenhülle. Die Kelchblätter sind im unteren Teil zu einer Kronröhre verschmolzen, die deutlich länger ist als die Kronblattzipfel. Basal ist die Röhre stark aufgebläht (Kronkessel). Die schwach gebogene Blütenkrone ist 3,2 bis 4,5 cm lang; sie ist hellgrün bis gelblich und weist gelegentlich auch mit rote Punkte und Streifen auf. Der Kronkessel ist 10 bis 12 mm lang und 9 mm breit. Er ist sehr abrupt waagrecht von der eigentlichen Kronröhre abgesetzt bzw. sogar leicht eingedellt. Außen sind deutliche längsverlaufende Eintiefungen vorhanden. Er ist innen mit in Längsreihen stehenden, weinroten Punkten versehen, und besonders auf den Nerven mit starren, weißen, nach unten gerichteten Haaren besetzt. Die eigentliche Kronröhre hat an der Basis (= Übergang zum Kronkessel) einen Durchmesser von 3 mm. Apikal erweitert sie sich trichterartig auf 12 bis 15 mm. Die Kronblattzipfel sind 12 bis 22 mm lang, schlank-dreieckig und entlang der Mittelrippe zurückgeschlagen. Die Spitzen sind einwärts gekrümmt und apikal verwachsen, und somit eine kegelige, käfigartige Struktur bildend. An der Basis bilden die zurück geschlagenen Blätter der Zipfel innen in der Blüte Kiele, die außen an der trichterartigen Erweiterung rinnenartig herunter laufen. An der Basis und folgende Hälfte der Länge sind die Kronblattzipfel blassgrün, in der oberen Hälfte tief dunkelbraun. Die Ränder sind mit beweglichen, purpurfarbenen Haaren besetzt, die 2 bis 3 mm lang werden. Die flach schüsselförmige, grünlich-weiße Nebenkrone ist kurz gestielt und misst 3 mm im Durchmesser und 3,5 mm in der Höhe. Die Zipfel der interstaminalen (äußeren) Nebenkrone sind mittig sehr tief bis zum Rand der Nebenkrone eingeschnitten. Die je zwei pfriemlichen Fortsätze (pro Zipfel) stehen aufrecht und sind 2 mm lang und sind jeweils an der Spitze miteinander in Kontakt. Sie sind blassgelb und kahl. Die Zipfel der staminalen (inneren) Nebenkrone sind länglich-zungenförmig und 2 mm lang und 0,3 mm breit. Sie stehen aufrecht und neigen sich zusammen, die Spitzen berühren sich. Die Pollinien sind eiförmig, 400 µm lang 250 µm breit. Nach der Fruchtreife sterben die Triebe mit den stark verlängerten, windenden Internodien bis auf die sukkulenten Basen komplett ab.

## Ähnliche Arten
Ceropegia bosseri unterscheidet sich von Ceropegia petignatii durch die längeren
Kronzipfel und das gestielte Gynostegium. Nach Ulli Meve könnten beide Arten zu einer Bio-Species gehören.

## Geographische Verbreitung und Ökologie
Die Art wurde bisher nur in den Bergen um Ihosy (südliches Madagaskar) in 1.500 Meter über Meereshöhe gefunden. 

## Taxonomie
Das Taxon wurde von Werner Rauh und Günther Buchloh erstbeschrieben. Der Holotyp befindet sich im Herbarium der unter der Nr. 10.668. Nach Ulli Meve ist die 1989 aufgestellte Varietät Ceropegia bosseri var. razafindratsirana Rauh & Buchloh (1989), die Rauh 1993 zur eigenständigen Art (Ceropegia razafindratsirana (Rauh & Buchloh) Rauh) aufwertete, ein jüngeres Synonym. Auch Ceropegia adrienneae Rauh & Gerold (1998) wurde von Meve in die Synonymie von Ceropegia bosseri gestellt. Die Art ist von der Ceropegia Checklist als gültiges Taxon anerkannt.
Die Art ist zu Ehren von Jean Marie Bosser benannt, der ein Exemplar der Art den Erstautoren überließ.